# Ilse Focke

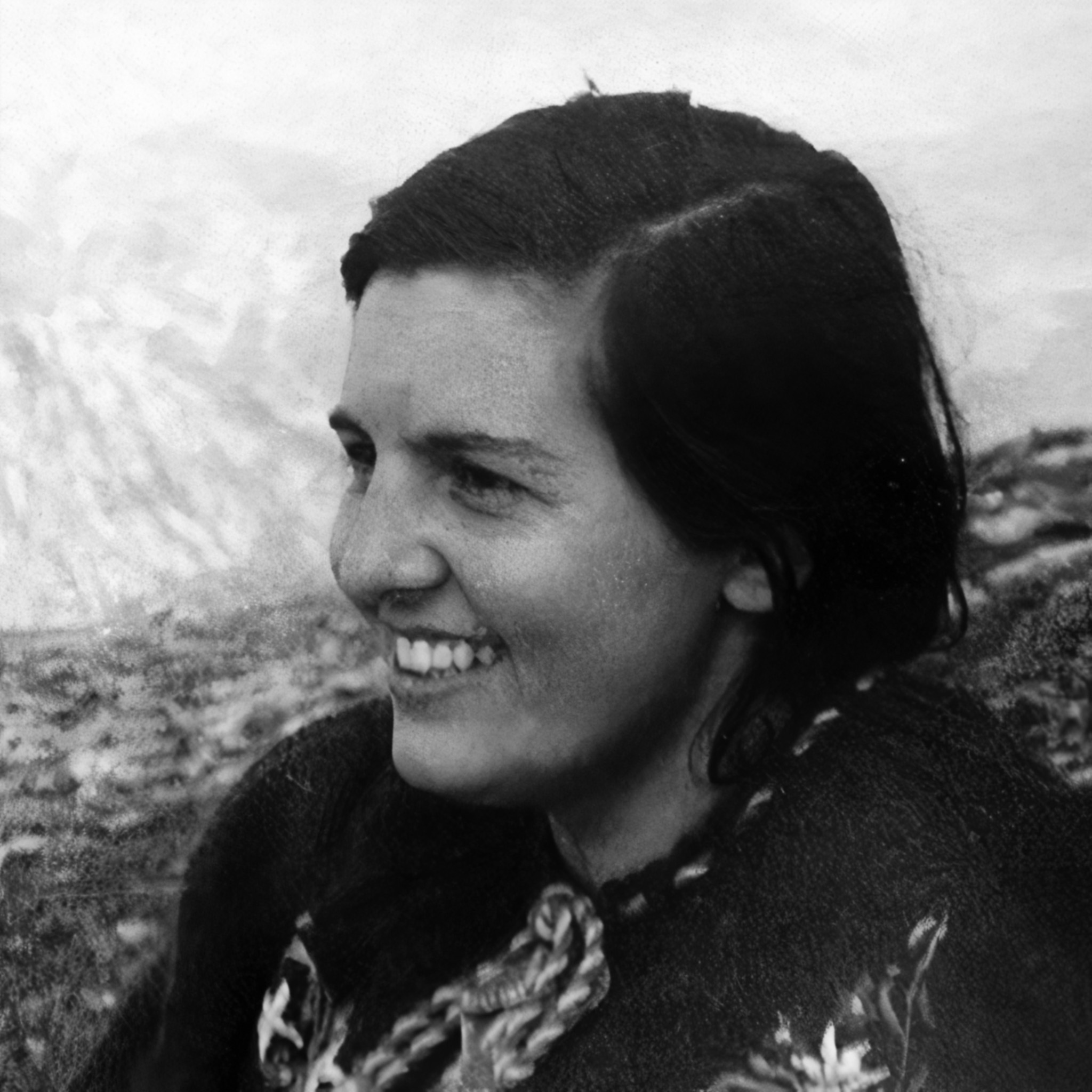
Ilse Pollack geb. Focke bei einer Bergtour in Tirol ca. 1933

Ilse Focke (* 4. Februar 1909 in Salzburg; † 4. Juli 1976 in Innsbruck) war eine österreichische Romanistin. Aus einer sudetendeutschen protestantischen Familie stammend, die der NS-Ideologie nahestand, half sie in den Jahren 1938 bis 1945 ihrem jüdischen Freund Emanuel „Manek“ Willner mehrfach, der nationalsozialistischen Verfolgung zu entkommen. Unter anderem versteckte sie ihn vier Jahre unter Lebensgefahr in ihrer Wohnung an ihrem gemeinsamen Zufluchtsort Zagreb. 2020 wurde sie von Yad Vashem dafür als Gerechte unter den Völkern ausgezeichnet.

## Jugend und Ausbildung

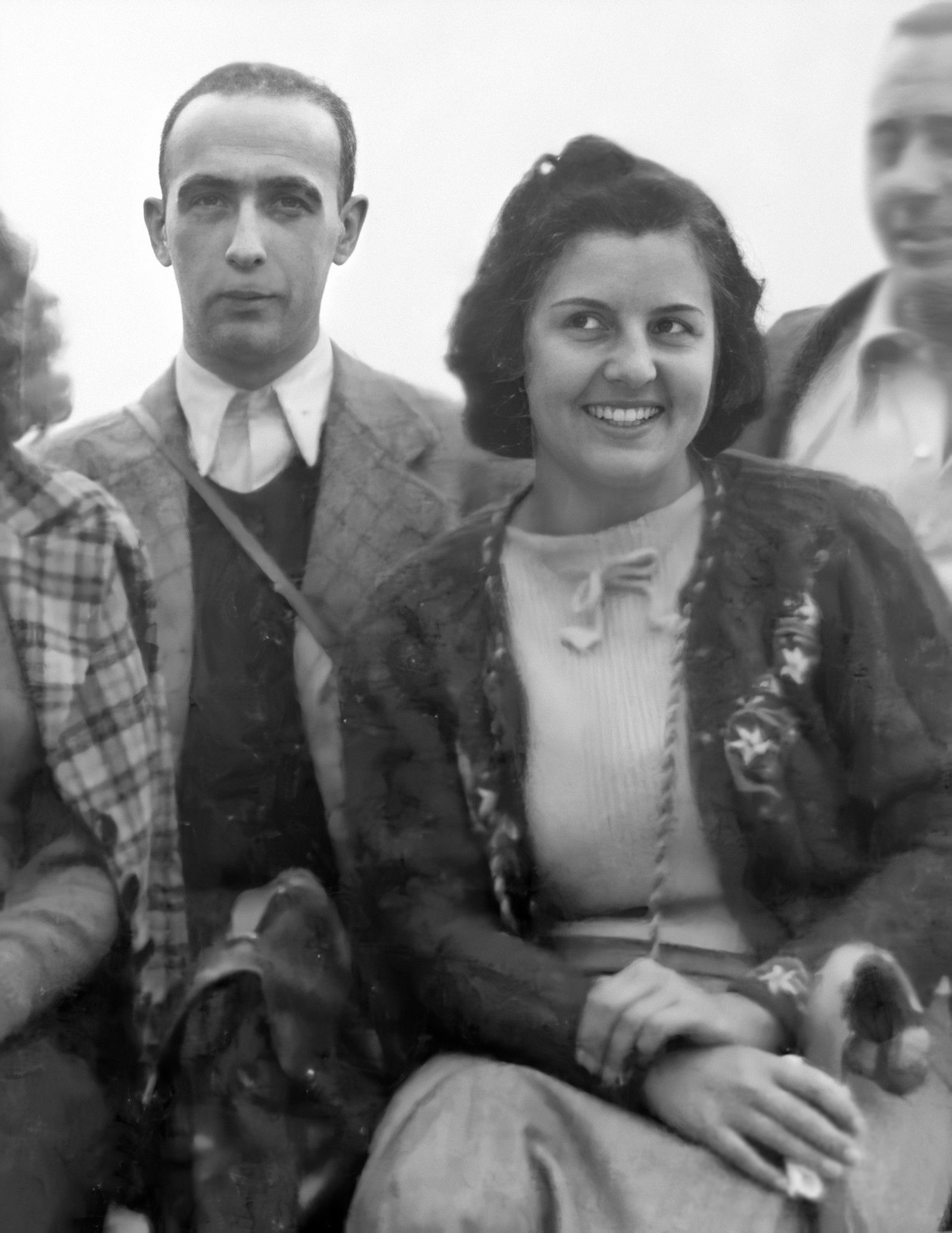
Emanuel Willner und Ilse Pollack geb. Focke ca. 1936

Ilse Focke wurde 1909 in Salzburg als Tochter der Alice geb. Nickel und des Eisenbahningenieurs Emil Focke geboren. Die Familie übersiedelte 1920 nach Hall in Tirol, Ilse besuchte das Mädchenrealgymnasium Innsbruck Sillgasse. Mit 16 Jahren brach sie dort ihre Ausbildung ab und heiratete 1926 einen Apotheker namens Rudolf Pollack. Nach der Geburt ihres Sohnes 1928 und der Scheidung 1930 studierte sie, berechtigt durch eine Externistenmatura, ab 1933 in Innsbruck, und Wien Romanistische Fächer. In Wien schloss sie sich bald einem jüdischen Künstler- und Musikerkreis von großteils aus der Leopoldstadt stammenden Freunden an und begann eine Beziehung mit dem Studenten Emanuel „Manek“ Willner. Zur etwa selben Zeit traten ihre beiden Eltern in Hall der NSDAP bei, ihr Bruder zudem der SA, später der SS. Im Wintersemester 1937/38 beendete Ilse (als Ilse Pollack) ihre Studien mit dem Absolutorium.

## Rettung von Emanuel Willner
Nach dem Anschluss Österreichs an das Deutsche Reich im März 1938 veränderte sich das Leben der jüdischen Bevölkerung Wiens völlig. Ilse Pollacks Freund Manek Willner war ein mit seiner Familie 1915 aus dem österreichischen Kronland Galizien geflohener Wiener mit polnischer Staatsbürgerschaft. Ihm drohte die Abschiebung aus dem Deutschen Reich nach Polen, der er sich im August 1938 mit der Flucht in die Tschechoslowakei entzog. Dort lebte er als illegaler Ausländer; Ilse Pollack besuchte ihn regelmäßig und blieb über gemeinsame Freunde in intensivem Kontakt.
Um weiter fliehen zu können, nahm Manek Willner den Namen und die Staatsbürgerschaft seines Wiener Jugendfreundes Ernst Bechinsky an, dem er zeitlebens ähnlich sah. Willner ließ sich Ende 1938 in Brünn einen Fremdenpass auf den Namen Arnošt Beschinsky ausstellen, da er die Schreibweise des Familiennamens nur aus dem Gedächtnis kannte. In Begleitung von Ilse Pollack gelangte Manek Willner/Ernst Beschinsky kurzzeitig in die Schweiz und floh von dort nach Zagreb weiter; hier, im noch unabhängigen Jugoslawien, suchte sich seine Freundin Ilse umgehend eine Anstellung als Fremdsprachenkorrespondentin; der Innsbrucker Gestapo erzählte sie, sie würde dort eine alte Tante pflegen. Ilse Pollack nahm auch ihren Mädchennamen Focke wieder an, um für Behörden weniger „jüdisch“ zu klingen (auch wenn ihr geschiedener Ehemann mittlerweile Mitglied der NSDAP war).

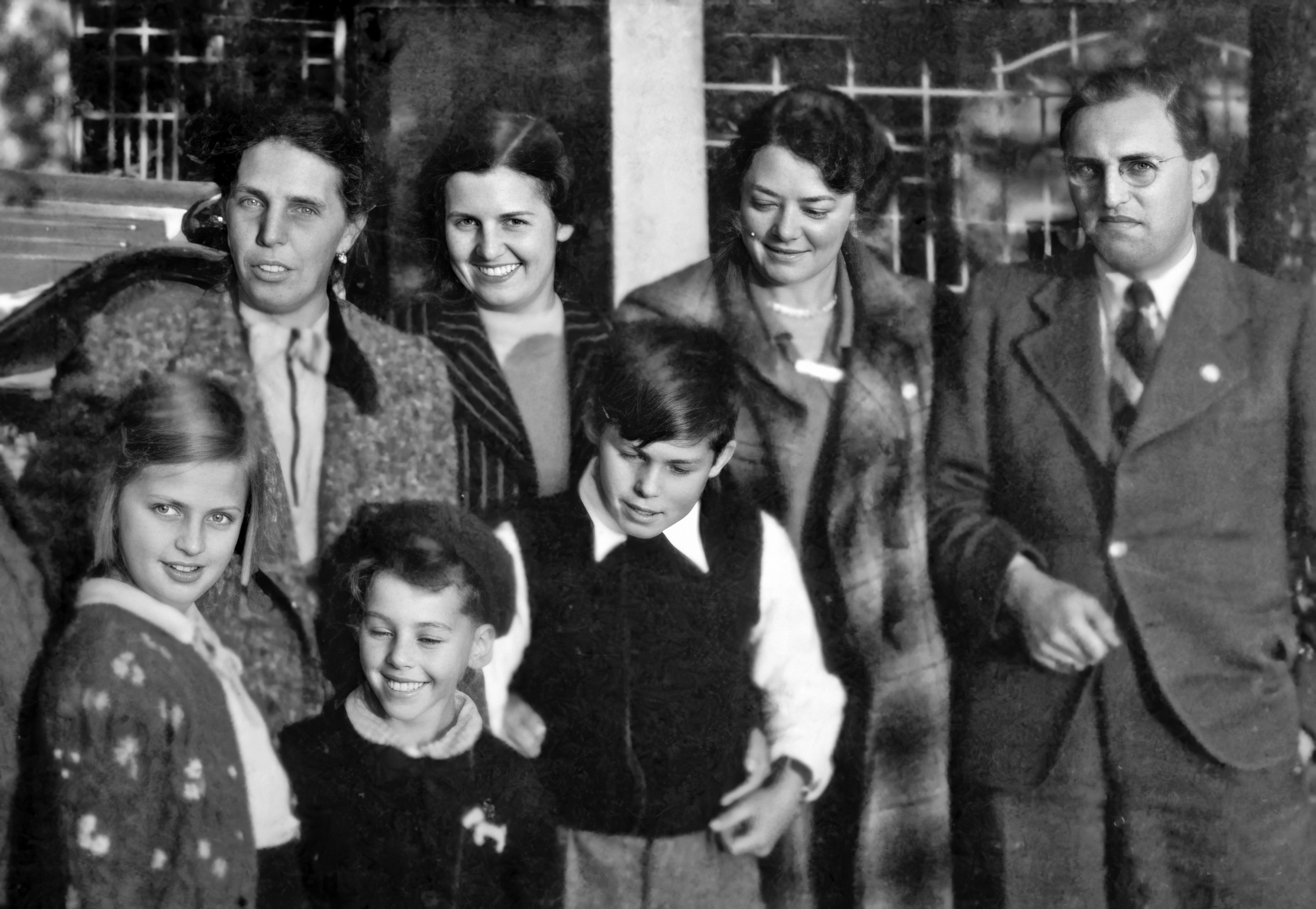
Familie Focke im Juli 1938 beim 60. Geburtstag von Mutter Alice geb. Nickel. Ilses Bruder und ihre Schwägerin tragen das NSDAP-Parteiabzeichen.

Ilses nationalsozialistische Familie war strikt gegen die Beziehung mit dem jüdischen Flüchtling Manek Willner/Ernst Beschinsky, brach aber zu keinem Zeitpunkt mit ihr. Ihr Sohn wuchs in Hall in Tirol bei den Großeltern auf. Ilse Focke wechselte zwischen Zagreb und Hall unter den misstrauischen Augen der Gestapo, die ihr Anfang 1941 schließlich kein Visum für Jugoslawien mehr ausstellte. Manek Willner/Ernst Beschinsky lebte zu dieser Zeit im heute bosnischen Derventa in der für ausländische jüdische Flüchtlinge in Jugoslawien verpflichtenden „offenen Internierung“.
Nachdem im April 1941 die deutsche Wehrmacht in Jugoslawien einmarschiert war und in Zagreb der Marionettenstaat der Ustascha gegründet worden war, ging Ilse Focke dauerhaft nach Zagreb. Sie mietete eine Wohnung in der Nemčićeva Ulica Nr. 6 und nahm ihren Lebensgefährten, der mittlerweile von der Deportation in das kroatische KZ Jasenovac, später in das KZ Auschwitz bedroht war, illegal bei sich auf. In einem Schreiben an Tiroler Behörden aus dem Jahr 1954 schilderte Manek Willner/Ernst Beschinsky diese Zeit so:

„Nach der Besetzung Jugoslawiens durch die Deutschen wurde ich interniert, es gelang mir aber aus dem Lager zu fliehen und hielt mich dann bis Kriegsende, in ständiger Lebensgefahr schwebend, versteckt. – Während dieser Zeit lebte ich […] von der Unterstützung durch meine damalige Braut (jetzige Frau), die nach Agram gekommen war und dort als Arierin eine Anstellung als deutsche Korrespondentin finden konnte.“

## Jahre in Zagreb nach dem Krieg
Nach der Befreiung Jugoslawiens blieben Ilse Focke und Manek Willner/Ernst Beschinsky in Zagreb. Im Frühjahr 1946 ließ sich Manek Willner eine Geburtsurkunde für Ernst Bechinsky (das „s“ fehlt im Original korrekterweise) ausstellen. Mit dieser Urkunde konnten die beiden 28. Juni 1946 in Zagreb heiraten. Ilse Focke hieß nun bis an ihr Lebensende Ilse Beschinsky. Der andere Träger des Namens „Ernst Bechinsky“ lebte seit 1930 in Palästina und wurde 1948 Staatsbürger Israels. Über gemeinsame Freunde war er im Bilde über seine verdoppelte Identität, sprach aber mit niemandem in seiner Familie darüber. Ilse Beschinskys Familie in Österreich wurde nach 1945 entnazifiziert. Ihr Bruder Erich Focke wurde fristlos aus der Tiroler Handelskammer entlassen und – da er seine Mitgliedschaft in der SS verschwiegen hatte – mehr als ein Jahr im Kriegsgefangenenlager „Oradour“ bei Schwaz (in der französischen Besatzungszone) interniert. Ihr Vater Emil, nun bereits 70-jährig, musste mehrere Monate auf Baustellen bei Reparationsdiensten ehemaliger NSDAP-Mitglieder arbeiten.
Im Sommer 1948 wurden Ernst und einen Tag später Ilse Beschinsky in Zagreb verhaftet. Im Prozess wurden ihnen die – laut ihrer Rechtfertigung versehentliche – Beherbergung der Gattin des SS-Führers Günther Herrmann als Spionage ausgelegt. In Verbindung mit unerwünschten Bemerkungen über die Effizienz des Tito-Regimes und mehreren Übertretungen der jugoslawischen Wirtschaftsordnung wurde Manek Willner/Ernst Beschinsky zu 30 Monaten, Ilse Beschinsky zu sechs Monaten Haft verurteilt.

## Rückkehr nach Österreich
Nach ihrer Haftstrafe musste Ilse Beschinsky Jugoslawien verlassen; sie wohnte wieder in Hall in Tirol bei ihrer Familie, schrieb Briefe und sendete Lebensmittel-Hilfspakete nach Stara Gradiška an ihren Ehemann Manek Willner/Ernst Beschinsky. Dieser machte, um seine Haftstrafe zu verkürzen, im März 1950 Alija und kehrte im Herbst 1950 nach Europa zurück. Die darauffolgenden 15 Jahre lebte Manek Willner ebenfalls in der Wohnung der Eltern seiner Frau, 1965 übersiedelten Ernst und Ilse Beschinsky nach Innsbruck.

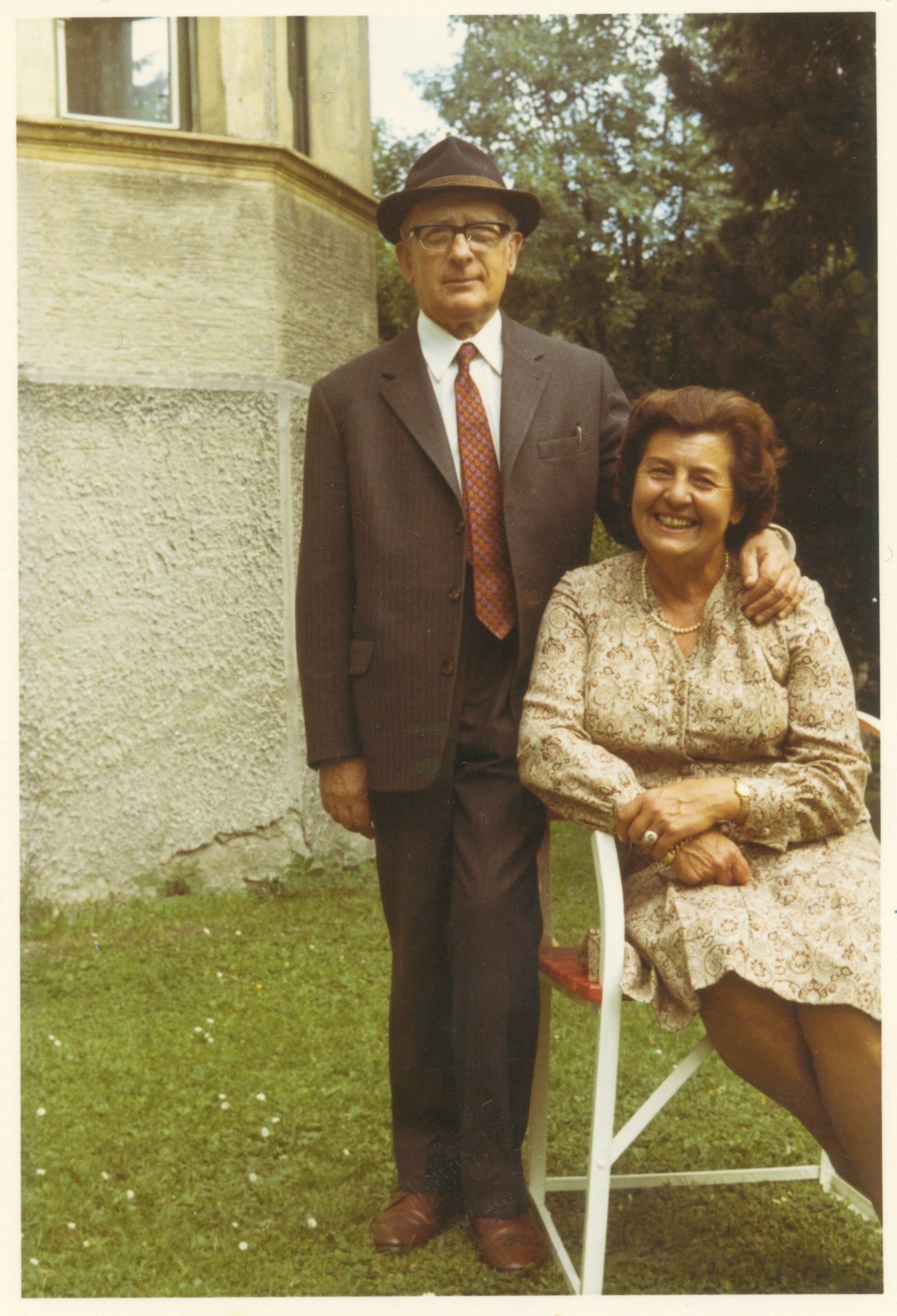
Emanuel „Manek“ Willner und Ilse Focke, hier bereits Ernst und Ilse Beschinsky

Ernst Beschinsky wurde 1976 Präsident der Israelitischen Kultusgemeinde Innsbruck; im selben Jahr verstarb Ilse Beschinsky geb. Focke an einem Herzstillstand. Sie wurde in Hall in Tirol im Familiengrab bestattet. Ernst Beschinsky blieb Präsident der Kultusgemeinde, starb 1987 in Innsbruck und wurde unter diesem seinem falschen Namen auf dem jüdischen Teil des Innsbrucker Westfriedhofes beerdigt. Der ursprüngliche Träger des Namens Ernst Bechinsky war bereits 1969 in Israel verstorben.

## Nachspiel: Der Mann, der zweimal starb
Am 25. April 2010 starb in London Edith Bechinsky, eine kinderlose Nichte des „echten“ Ernst Bechinsky. Im Zuge der Erbenausforschung wurden die beiden Träger dieses Namens vom Wiener Genealogen Herbert Gruber gefunden. Weder die Familie in Israel noch die lebenden Verwandten in Tirol oder die Mitglieder der Israelitischen Kultusgemeinde für Tirol und Vorarlberg wussten von der Verdoppelung der Identität. Ein Enkel des rechtmäßigen Namensträgers, der israelische Filmemacher Yair Lev, interessierte sich für die Story und drehte parallel zur Erforschung der „wahren“ Geschichte einen Dokumentarfilm, der in ORF und BR im Frühjahr 2018 als Der Mann, der zweimal starb ausgestrahlt wurde.

## Anerkennung als Gerechte unter den Völkern
Der Film von Yair Lev gewann eine Reihe von Festivalpreisen und war im Jahr 2018 einer der erfolgreichsten israelischen Filme im Kino. Dies steigerte die Bekanntheit der Rettungsgeschichte und die Bewunderung für Ilse Focke. Nach einer genauen Prüfung gewährte die Kommission in Yad Vashem am 15. Jänner 2020 Ilse Focke die Anerkennung als „Gerechte unter den Völkern“.

## Dokumentarfilm
- Der Mann, der zweimal starb